# Infinite synthesis 3
《infinite synthesis 3》是fripSide（第二期）的第四张专辑。于2016年10月5日由日本NBC環球娛樂发售。

## 概要
本专辑是在前作《infinite synthesis 2》发行2年之后推出的新专辑，收录了《two souls -toward the truth-》、《white forces》等14首歌曲。这次的专辑收录了初代fripSide的《magicaride》及《crescendo》两首歌曲，由第二代主唱南条爱乃翻唱。专辑分为BD初回限定盘、DVD初回限定盘及通常盘3种版本，BD及DVD初回限定盘收录了2015年12月13日在日本東京都府中市府中之森藝術劇場举办的“fripSide concert tour 2015 〜infinite synchronicity〜”演唱会影像。初回限定盘还会附赠“fripSide LIVE TOUR 2016-2017 FINAL in Saitama Super Arena -Run for the 15th Anniversary- supported by animelo mix”演唱会门票先行抽选券。
专辑发行首日，在Oricon公信榜日榜排名第5位，发行首周以约1.8万张的销量在Oricon公信榜周榜排名第5位。

## 收录曲目

### CD
1. 2016 -Third cosmic velocity- [2:18]
作曲：八木沼悟志
第二代fripSide第一首无歌词乐曲。
2. Luminize（日语：Luminize） [5:10]
作詞、作曲、編曲：八木沼悟志
第9张单曲。动画《未来卡片 战斗伙伴》第2期第1話至第21話的片头曲。
3. 1983-schwarzesmarken- (IS3 version) [5:24]
作詞、作曲、編曲：八木沼悟志
第11张单曲《white forces》C/W曲的重新编曲版本。
4. determination [4:13]
作詞、作曲：八木沼悟志，編曲：齋藤真也（日语：齋藤真也）
5. magicaride -version2016- [4:37]
作詞：八木沼悟志、山下慎一郎（日语：山下慎一郎），作曲：八木沼悟志， 編曲：八木沼悟志、齋藤真也
第一代fripSide专辑《split tears》收录曲目。
6. Answer [5:29]
作詞：南條愛乃，作曲、編曲：八木沼悟志
7. Two souls -toward the truth- [5:07]
作詞、作曲、編曲：八木沼悟志
第10张单曲。动画《終結的熾天使》第14话至第23话片头曲。
8. white forces -IS3 edition- [6:40]
作詞、作曲、編曲：八木沼悟志
第11张单曲的重新编曲版本。
9. crescendo -version2016- [4:26]
作詞：山下慎一郎，作曲：八木沼悟志， 編曲：八木沼悟志、齋藤真也
第一代fripSide精选辑《the very best of fripSide 2002-2006》收录曲目。
10. Run into the light [4:25]
作詞、作曲、編曲：八木沼悟志
11. Dry your tears [4:30]
作詞、作曲：八木沼悟志，編曲：八木沼悟志、川崎海（日语：川﨑海）
12. unlimited destiny [6:50]
作詞、作曲、編曲：八木沼悟志
13. One and Only [4:18]
作詞：南條愛乃，作曲：八木沼悟志，編曲：八木沼悟志、川﨑海
14. Side by Side [4:48]
作詞、作曲、編曲：八木沼悟志

### DVD及BD收录内容
- fripSide concert tour 2015 〜infinite synchronicity〜
- fripSide 映像
- 1983-schwarzesmarken- (IS3 version) PV
- 1983-schwarzesmarken- (IS3 version) PV Making
  - 《1983-schwarzesmarken-》的PV在中国青岛的圣弥爱尔大教堂取景。
- SPOT (SPOT in Stores Now ver. /SPOT Special ver.)